# François Recanati
Pour les articles homonymes, voir Recanati (homonymie).
François Recanati, né le 8 juillet 1952, est un philosophe du langage français.
Il est directeur de recherche au CNRS, directeur d'études à l'École des hautes études en sciences sociales et professeur au Collège de France.

## Biographie
Fils du journaliste Jean Recanati et frère du militant trotskiste Michel Recanati, il fait ses études au lycée Jacques-Decour, puis à la Sorbonne. Adolescent, il participe aux évènements de mai 1968 et se retrouve en garde à vue, à la suite d'une manifestation violente. Après avoir obtenu l'agrégation de philosophie en 1974, il poursuit ses études à l'université d'Oxford et à l'École des hautes études en sciences sociales, où il est devenu lui-même maître de conférences dans les domaines de la pragmatique linguistique et de la philosophie du langage (1975-1990).
Séduit par le style intellectuel de Jacques Lacan et son côté flamboyant, il est intervenu à trois reprises au cours du Séminaire en 1972 et 1973, faisant même partie du cénacle ; mais après avoir étudié la philosophie anglo-saxonne, il rompt violemment avec le lacanisme, y voyant même une mystification opérée par le langage ésotérique de Lacan, une véritable logomachie sectaire. Recanati est rejoint par d'autres « déconvertis », et nombre de critiques de la pensée et du discours de Lacan, notamment par François George, qui publie en 1979 son essai L'Effet 'yau de poêle de Lacan et des lacaniens, description humoristique d’un séminaire lacanien typique des années 1970.
De 1990 à 1993, il est président de la Société européenne de philosophie analytique.
Il a dirigé le Centre Jean Nicod (CNRS-EHESS-ENS) de 2010 à 2018.
Depuis décembre 2019 il occupe la chaire de philosophie du langage et de l'esprit au Collège de France.
Il a enseigné dans diverses universités étrangères, dont l'université de Californie à Berkeley et l'université Harvard aux États-Unis, et l'université de St Andrews en Écosse.
Il a fondé et dirigé la collection Propositions aux Éditions de Minuit, dirige la collection Jean-Nicod chez MIT Press et la collection Context and Content chez Oxford University Press.
En 2019, François Recanati était professeur invité à l'Université de la Suisse Italienne.

## Distinctions
- 2012 : élu à l’American Academy of Arts and Sciences[6] ;
- 2014 : docteur honoris causa de l’université de Stockholm[6]
- 2014 : Médaille d'argent du CNRS[7] ;
- 2019 : élu à l’Academia Europaea[6].
- 2024 : Prix Gay-Lussac Humboldt[8].

## Œuvres
(Liste non exhaustive)
En anglais
- Meaning and Force: The Pragmatics of Performative Utterances, Cambridge University Press, 1988  (ISBN 978-0521303538)
- Direct Reference: From Language to Thought, Blackwell Publishers, 1993  (ISBN 978-0631181545), 1997  (ISBN 978-0631206347)
- Oratio Obliqua, Oratio Recta: An Essay on Metarepresentation, MIT Press, 2000  (ISBN 978-0262681162)
- Literal Meaning, Cambridge University Press, 2003  (ISBN 978-0521792462)
- Perspectival Thought: A Plea for (Moderate) Relativism, Clarendon Press, 2007  (ISBN 978-0199230549)
- Truth-Conditional Pragmatics, OUP Oxford, 2010  (ISBN 978-0199226993)

En français
- La transparence et l'énonciation, Paris, Le Seuil, 1979  (ISBN 978-2020050906)
- Les énoncés performatifs, Paris, Minuit, 1982  (ISBN 978-2707306043)
- L'Âge de la science (Lectures philosophiques), Paris, Odile Jacob (3 vol.) 1988, 1989, 1990  (ISBN 978-2738100368)  (ISBN 978-2738100566)  (ISBN 978-2738100870)
- Philosophie de la logique et philosophie du langage, Paris, Odile Jacob, 1991  (ISBN 978-2738101471)
- Le sens littéral : langage, contexte, contenu, Éd. Éclat, 2007  (ISBN 978-2841621330) (trad. de l'anglais par Claude Pichevin)
- Philosophie du langage (et de l'esprit), Paris, Gallimard (Folio Essais), 2008  (ISBN 978-2070421626)

Traductions
- Saul Kripke, La logique des noms propres (Naming and Necessity), Paris, Minuit, 1982.